# جورج أو. ماي
جورج أو. ماي (بالإنجليزية: George O. May)‏ هو منظر أعمال ‏ أمريكي، ولد في 22 مايو 1875، وتوفي في 25 مايو 1961.